# Đan Thượng
Đan Thượng là một xã thuộc huyện Hạ Hòa, tỉnh Phú Thọ, Việt Nam.

## Địa lý
Xã Đan Thượng nằm ở phía tây bắc huyện Hạ Hòa, có vị trí địa lý:
- Phía đông giáp xã Đại Phạm và xã Tứ Hiệp
- Phía tây và phía bắc giáp tỉnh Yên Bái
- Phía nam giáp xã Hiền Lương và xã Xuân Áng.

Xã Đan Thượng có diện tích 19,84 km², dân số năm 2018 là 9.146 người, mật độ dân số đạt 461 người/km².

## Lịch sử
Địa bàn xã Đan Thượng hiện nay trước đây vốn là 4 xã: Hậu Bổng, Liên Phương, Đan Hà, Đan Thượng.
Xã Đan Hà có từ năm Minh Mạng thứ 12 (1831), khi ấy thuộc lộ Thao Giang, tỉnh Hưng Hóa.
Năm 1891, thực dân Pháp đưa khu vực xã Đan Hà nhập vào tiểu khu Yên Bái dưới hình thức quân quản.
Ngày 5 tháng 6 năm 1893, khu vực này lại được nhập về tỉnh Hưng Hoá (sau đổi tên thành tỉnh Phú Thọ).
Năm 1953, bỏ cấp tổng và hình thành cấp liên xã; xã Đan Hà có tên là xã Minh Sơn, thuộc liên xã Minh Đức.
Đến Cải cách ruộng đất tại miền Bắc Việt Nam, địa giới hành chính lại được điều chỉnh; tên xã đổi về tên cũ là Đan Hà; phần đất có diện tích 52,7 ha thuộc khu vực Tam đoạn giáp bờ sông Hồng và gò cây Sấu được chuyển cho xã Đan Thượng; các địa danh như ga đường sắt Đan Hà, chợ Đan Hà được đổi tên thành ga Đan Thượng và chợ Đan Thượng.
Theo Quyết định số 178-CP ngày 5 tháng 7 năm 1977 của Hội đồng Chính phủ, huyện Hạ Hòa sáp nhập với 2 huyện Đoan Hùng và Thanh Ba thành huyện Sông Lô; 4 xã Hậu Bổng, Liên Phương, Đan Hà, Đan Thượng thuộc huyện Sông Lô.
Huyện Sông Lô chia thành 2 huyện Đoan Hùng và Thanh Hòa theo Quyết định số 377-CP ngày 22 tháng 12 năm 1980 của Hội đồng Chính phủ; 4 xã Hậu Bổng, Liên Phương, Đan Hà, Đan Thượng thuộc huyện Thanh Hòa.
Ngày 7 tháng 10 năm 1995, huyện Thanh Hòa được tách ra thành 2 huyện Thanh Ba và Hạ Hòa; 4 xã Hậu Bổng, Liên Phương, Đan Hà, Đan Thượng thuộc huyện Hạ Hòa.
Trước khi sáp nhập, xã Hậu Bổng có diện tích 6,44 km², dân số là 1.950 người, mật độ dân số đạt 303 người/km². Xã Liên Phương có diện tích 4,14 km², dân số là 2.224 người, mật độ dân số đạt 537 người/km². Xã Đan Hà có diện tích 6,00 km², dân số là 2.382 người, mật độ dân số đạt 397 người/km². Xã Đan Thượng có diện tích 3,26 km², dân số là 2.590 người, mật độ dân số đạt 794 người/km².
Ngày 17 tháng 12 năm 2019, Ủy ban Thường vụ Quốc hội ban hành Nghị quyết 828/NQ-UBTVQH14 về việc sắp xếp các đơn vị hành chính cấp xã thuộc tỉnh Phú Thọ (nghị quyết có hiệu lực từ ngày 1 tháng 1 năm 2020). Theo đó, sáp nhập toàn bộ diện tích và dân số của 3 xã Hậu Bổng, Liên Phương, Đan Hà vào xã Đan Thượng.